# جان مرشایمر
جان جوزف مرشایمر (/ˈmɪərʃaɪmər/; متولد ۱۴ دسامبر ۱۹۴۷)، دانشمند علوم سیاسی آمریکایی است. او استاد ممتاز R. Wendell Harrison در دانشگاه شیکاگو است. مرشامیر بیشتر به‌خاطر توسعه نظریه رئالیسم تهاجمی شناخته می‌شود؛ نظریه‌ای که تعامل میان قدرت‌های بزرگ را تحت تأثیر میل به رسیدن به فرادستی در جهانی مملو از ناامنی و عدم اطمینان در مورد نیت دیگر کشورها می‌داند. بر اساس این نظریه، مرشامیر معتقد است که افزایش قدرت چین به احتمال زیاد باعث درگیری آن با ایالات متحده خواهد شد. مرشایمر از مخالفان جنگ عراق در سال ۲۰۰۳ بود و از معدود افرادی بود که با تصمیم اوکراین برای تسلیم سلاح‌های هسته‌ای‌اش در سال ۱۹۹۴ مخالفت کرد و پیش‌بینی نمود که اوکراین بدون یک عامل بازدارنده مورد تهاجم روسیه قرار خواهد گرفت. وی در سال ۲۰۱۵ حمله روسیه به اوکراین را پیش‌بینی کرد. جنجالی‌ترین نظرات مرشایمر نگرانی‌اش از نفوذ احتمالی گروه‌های ذی‌نفع بر اقدامات آمریکا در خاورمیانه است که وی در کتاب «لابی اسرائیل و سیاست خارجی» مطرح کرده است. مرشایمر معتقد است که رشد اقتصادی سریع چین منجر به رویاروییش با ایالات متحده خواهد گشت. طرفداران او نظراتش را نشانگر چگونگی رفتار دولت‌ها می‌دانند، درحالی‌که منتقدانش به دیدگاه‌های وی عنوان‌هایی چون منسوخ شده و جهان‌بینی همه یا هیچ داده‌اند.

## دوران اولیه زندگی و تحصیل
مرشامیر در دسامبر ۱۹۴۷ در بروکلین، شهر نیویورک، در خانواده‌ای با اصالت آلمانی و ایرلندی به دنیا آمد. زمانی که هشت ساله بود، همراه با خانواده‌اش به کراتن-آن-هادسون، نیویورک، یکی از حومه‌های شهرستان وست‌چستر نقل مکان کرد. وقتی ۱۷ ساله شد، مرشامیر به ارتش ایالات متحده پیوست. پس از یک سال خدمت به‌عنوان سرباز عادی، موفق شد پذیرش آکادمی نظامی ایالات متحده در وست پوینت را دریافت کند و از سال ۱۹۶۶ تا ۱۹۷۰ در آنجا تحصیل کرد. پس از فارغ‌التحصیلی و گرفتن درجه افسری، مرشامیر به مدت پنج سال به‌عنوان افسر در نیروی هوایی ایالات متحده خدمت کرد.
در سال ۱۹۷۴، در دوران خدمت در نیروی هوایی، مرشامیر موفق به دریافت مدرک کارشناسی ارشد در رشته روابط بین‌الملل از دانشگاه کالیفرنیای جنوبی شد. سپس وارد دانشگاه کرنل شد و در سال ۱۹۸۰ دکترای خود را در رشته دولت با تمرکز بر روابط بین‌الملل دریافت کرد. او از سال ۱۹۷۸ تا ۱۹۷۹ عضو پژوهشی مؤسسه بروکینگز در واشینگتن دی‌سی بود. از سال ۱۹۸۰ تا ۱۹۸۲ نیز به‌عنوان پژوهشگر پسادکترا در مرکز امور بین‌الملل دانشگاه هاروارد فعالیت داشت.

## شغل
از سال ۱۹۸۲، مرشامیر عضو هیئت علمی دپارتمان علوم سیاسی در دانشگاه شیکاگو بوده است. او در سال ۱۹۸۴ به مقام دانشیاری رسید و در سال ۱۹۸۷ استاد تمام شد. در سال ۱۹۹۶ نیز به عنوان استاد ممتاز خدماتی R. Wendell Harrison منصوب گردید. بین سال‌های ۱۹۸۹ تا ۱۹۹۲، ریاست دپارتمان را بر عهده داشت. او همچنین عضو هیئت علمی برنامه تحصیلات تکمیلی کمیته روابط بین‌الملل است و به‌عنوان یکی از مدیران مشترک برنامه سیاست امنیت بین‌الملل فعالیت می‌کند.
کتاب‌های مرشامیر شامل بازدارندگی متعارف (۱۹۸۳) است که برنده جایزه کتاب ادگار اس. فرنِس جونیور شد؛ بازدارندگی هسته‌ای: اخلاق و راهبرد (ویراستار مشترک، ۱۹۸۵)؛ لیل دل هارت و سنگینی تاریخ (۱۹۸۸)؛ تراژدی سیاست قدرت‌های بزرگ (۲۰۰۱) که برنده جایزه کتاب لِپگُلد شد؛ لابی اسرائیل و سیاست خارجی آمریکا (۲۰۰۷)؛ و چرا رهبران دروغ می‌گویند: حقیقتی دربارهٔ دروغ در سیاست بین‌الملل (۲۰۱۱) می‌باشد. مقالات او در نشریات دانشگاهی مانند امنیت بین‌الملل و مجلات عمومی مانند London Review of Books منتشر شده‌اند. او همچنین یادداشت‌هایی برای نیویورک تایمز، لس‌آنجلس تایمز و شیکاگو تریبیون نوشته است.
مرشامیر چندین جایزه آموزشی دریافت کرده است. او در سال ۱۹۷۷، زمانی که دانشجوی دکترا در دانشگاه کرنل بود، جایزه کلارک برای تدریس ممتاز را دریافت کرد و در سال ۱۹۸۵ جایزه کوانتریل برای برتری در تدریس دوره کارشناسی را در دانشگاه شیکاگو به دست آورد. علاوه بر این، در سال تحصیلی ۹۴–۱۹۹۳ به‌عنوان استاد مهمان Phi Beta Kappa انتخاب شد و در این سمت مجموعه‌ای از سخنرانی‌ها را در هشت کالج و دانشگاه ارائه داد. در سال تحصیلی ۹۹–۱۹۹۸، او همکار پژوهشی ویتنی اچ. شپردسون در شورای روابط خارجی در نیویورک بود. در سال ۲۰۰۳، به آکادمی هنر و علوم آمریکا انتخاب شد. در سال ۲۰۲۰، انجمن علوم سیاسی آمریکا جایزه جیمز مدیسون را به او اعطا کرد؛ جایزه‌ای که هر سه سال یک‌بار به دانشمند علوم سیاسی آمریکایی که مشارکت علمی برجسته‌ای داشته است، اهدا می‌شود. کمیته داوری این جایزه اعلام کرد که مرشامیر «یکی از پراستنادترین پژوهشگران روابط بین‌الملل در این رشته است، اما آثار او فراتر از محیط دانشگاهی نیز خوانده می‌شوند.» در یک نظرسنجی در سال ۲۰۱۷ از استادان روابط بین‌الملل در آمریکا، او رتبه سوم را در میان «دانشمندانی که آثارشان بیشترین تأثیر را بر حوزه روابط بین‌الملل در ۲۰ سال گذشته داشته‌اند» کسب کرد.

## کتاب
- بازدارندگی متعارف (Cornell University Press, 1983) شابک ‎۰−۸۰۱۴−۱۵۶۹−۱ اُسی‌ال‌سی ۹۳۹۴۶۱۵
- لیدل هارت و وزن تاریخچه (۱۹۸۸) شابک ‎۰−۸۰۱۴−۲۰۸۹-X اُسی‌ال‌سی ۱۷۹۵۳۰۶۷
- تراژدی سیاست قدرت‌های بزرگ (۲۰۰۱) شابک ‎۰−۳۹۳−۰۲۰۲۵−۸ اُسی‌ال‌سی ۴۶۶۷۸۳۸۲
- لابی اسرائیل و سیاست خارجی (۲۰۰۷) شابک ‎۹۷۸−۰−۳۷۴−۱۷۷۷۲−۰ اُسی‌ال‌سی ۱۴۴۲۲۷۳۵۹
- چرا رهبران دروغ می‌گویند: حقیقت در مورد دروغ در سیاست بین‌المللی (Oxford University Press, 2011) شابک ‎۹۷۸−۰−۱۹−۹۷۵۸۷۳−۹ اُسی‌ال‌سی ۵۹۳۶۳۹۳۲۹